# Invocation of My Demon Brother
Invocation of My Demon Brother (conocido en Hispanoamérica como Invocación de mi demonio guardián) es un cortometraje de 1969 dirigido y editado por Kenneth Anger. La música fue compuesta por Mick Jagger usando un sintetizador Moog. Fue filmado en locaciones de la ciudad de San Francisco.
Según Anger, la película fue ensamblada a partir de restos de la primera versión de la cinta Lucifer Rising. Incluye una escena en la que se celebra públicamente una ceremonia fúnebre satánica de un gato. Invocation of My Demon Brother le valió el décimo premio Film Culture a Kenneth Anger.

## Reparto
- Speed Hacker es el portador de la vara.
- Kenneth Anger es el mago.
- Lenore Kandel es la diaconisa.
- Bill "Sweet William" Fritsch es el diácono.
- Van Leuven es el acólito.
- Harvey Bialy y Timotha Bially como los hermanos del arco iris.
- Anton LaVey es su Satánica Majestad.
- Bobby Beausoleil es Lucifer.
- Mick Jagger es él mismo.